# Hafsa bint Omar

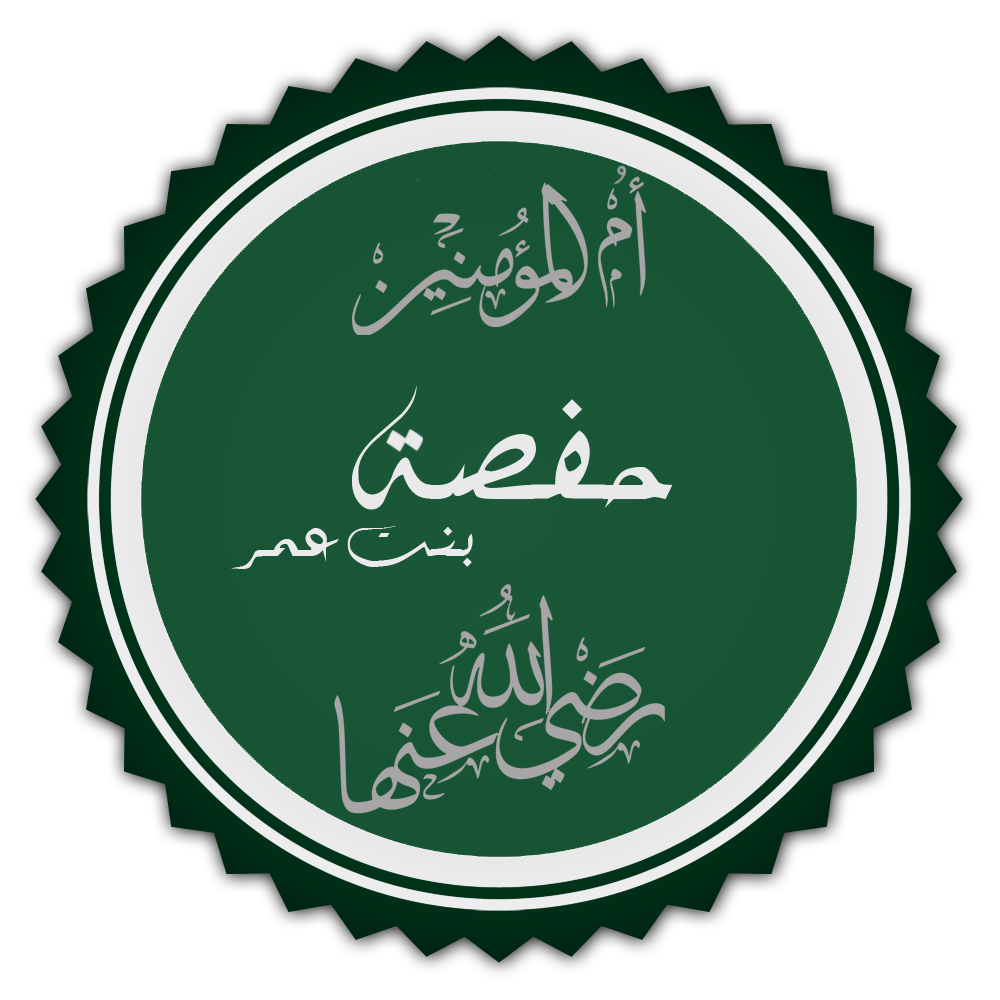

Hafsah bint Omar (Arabisch: حفصة بنت عمر, letterlijk "dochter van leeuw") (omstreeks 605-665) was de dochter van Omar ibn al-Chattab en Mohammads vierde vrouw. Zoals alle andere vrouwen van Mohammed wordt zij derhalve tot de Ummu l-Mu'minin ("moeders der gelovigen") gerekend.

## Levensloop
Hafsah was eerder getrouwd geweest, met Khunais ibn Hudhaifa, maar deze overleed toen ze achttien was. Volgens islamitische traditie bood haar vader haar vervolgens eerst aan Aboe Bakr en vervolgens aan Oethman ibn Affan, maar beiden weigerden haar als vrouw te nemen. De reden was dat Mohammed aan hen verteld had dat hij wel in haar geïnteresseerd was, maar dat vertelden ze Omar niet. Toen Omar over hun weigering zijn dochter te trouwen beklag indiende bij Mohammed, zei deze "Hafsah zal met een beter iemand dan Oethman trouwen, en Oethman met een beter iemand dan Hafsah".
Mohammed trouwde met haar na de slag bij Badr. Hafsa was toen twintig jaar oud, en Mohammed 56. Met dit huwelijk versterkte Mohammed zijn banden met Omar, die nu diens schoonvader was.
Volgens de traditie had Hafsa de Koran gememoriseerd. Het exemplaar van Zayd ibn Thabit dat in opdracht van Aboe Bakr was geschreven werd aan Hafsah gegeven, en Oethman gebruikte Hafsahs versie toen hij de opdracht gaf één versie van de Koran te autoriseren.